# Мауг
Мауг (англ. Maug Islands) — группа островов в архипелаге Марианские острова в Тихом океане. Принадлежит Северным Марианским островам и входит в состав муниципалитета Северные острова.

## География
Острова Мауг расположены в северной части архипелага Марианские острова. Омываются водами Тихого океана. В 36 км к юго-востоку от островов расположен остров Асунсьон, в 64 км к северо-западу — остров Фаральон-де-Пахарос. Ближайший материк, Азия, находится в 2500 км.
| Острова      | Длина (км) | Ширина (км) | Площадь (км²) | Высота (м) |
| ------------ | ---------- | ----------- | ------------- | ---------- |
| Норт-Айленд  | 1,5        | 0,5         | 0,466         | 227        |
| Ист-Айленд   | 2,25       | 0,5         | 0,951         | 215        |
| Уэст-Айленд  | 2,0        | 0,75        | 0,711         | 178        |
| Острова Мауг | 3,1        | 3,0         | 2,128         | 227        |

Острова Мауг имеют вулканическое происхождение и представляют собой остатки вулканического конуса. Берега скалисты и обрывисты. Группа включает три небольших островка — Норт (Северный), Ист (Восточный) и Вест (Западный), известных так же под японскими названиями (в том же порядке и с теми же значениями) — Кита (яп. 北, Kita), Хигаси (東, Higashi) и Ниси (西, Nishi). 
Между островами лежит обширная кальдерная лагуна почти 3 км в поперечнике. Она имеет среднюю глубину около 200 метров, однако в центре её возвышается лавовый купол, глубина над которым составляет около 20 метров. Высшая точка островов Мауг, расположенная на острове Норт-Айленд, достигает 227 м. Площадь острова составляет 2,13 км². Флора островов представлена в основном травянистой растительностью, низким кустарником и небольшим количеством кокосовых пальм.
Климат влажный тропический. Остров подвержен циклонам.

## История
Европейским первооткрывателем островов Мауг был испанский мореплаватель Диего Луис де Санвиторес (исп. Diego Luis de Sanvitores), открывший остров в 1669 году. В конце XVII века Марианские острова стали владением Испании.
12 февраля 1899 года они были проданы Испанией Германии. С 1907 года острова Мауг были частью Германской Новой Гвинеи, подчиняясь окружному офицеру Каролинских островов. В период с 1909 по 1912 год на островах вёлся отлов местных птиц для получения перьев, которые впоследствии украшали шляпы японцев и европейцев.
14 октября 1914 года Марианские острова были оккупированы японцами. В 1920 году над островами был установлен мандат Лиги Наций под управлением Японии.
В начале 1980-х годов острова объявлены заповедником.

## Население
В настоящее время острова необитаемы. В 1695 году все местные жители были переселены сначала на остров Сайпан, а в 1698 году — на остров Гуам.

## Туризм
Лагуна островов Мауг является признанным центром экстремального дайвинга. Ныряльщиков привлекает возможность погружения прямо в затопленную кальдеру вулкана, обильно заселённую рыбами и морскими животными.